# Mégalithes de Barbe
Les mégalithes de Barbe correspondent à un ensemble de pierres situées à L'Île-d'Yeu, dans le département français de la Vendée, dont le caractère mégalithique est incertain.

## Cromlech de Barbe
En 1908, Marcel Baudouin découvrit un ensemble de pierres formant un cercle avec une pierre au centre qu'il qualifia de cromlech ou d'enceinte mégalithique. L'ensemble n'est plus visible, il n'en demeure que la pierre centrale qui est parfois appelée menhir de Barbe. Selon Baudouin, la pierre était enfouie sur 0,25 m de profondeur dans le sable. Elle comporterait des blocs de calage à son pied. En l'état actuel, il demeure un bloc de pierre de 0,85 m de hauteur, large de 1,10 m et épais en moyenne de 0,25 m. Le cromlech aurait eu un diamètre d'environ 11 m.
Selon Bertrand Poissonnier, l'ensemble ne serait qu'un affleurement rocheux naturel.

## Coffres de Barbe
Au sud-est du supposé cromlech, près de la côte, Baudouin crut reconnaitre et fouilla un ensemble de deux coffres mégalithiques. Le premier aurait été constitué d'une dalle en granite plantée verticalement de 0,60 m de large sur 0,50 m de hauteur et 0,20 m d'épaisseur. Partant des deux extrémités de cette dalle, une petite enceinte en pierrailles dessinait un ovale de 2 m de longueur sur 1 m de largeur. Le second coffre, situé 1 m plus au nord, avait conservé uniquement une dalle côté nord et une dalle côté sud. Baudouin suppose que les côtés latéraux étaient constitués de murettes en pierraille. Il indique n'avoir trouvé aucun matériel archéologique dans les deux coffres.